# Kolonia Dębice
Kolonia Dębice – wieś w Polsce, położona w województwie kujawsko-pomorskim, w powiecie włocławskim, w gminie Włocławek.
W latach 1975–1998 miejscowość administracyjnie należała do województwa włocławskiego. Według Narodowego Spisu Powszechnego (III 2011 r.) liczyła 122 mieszkańców. Jest osiemnastą co do wielkości miejscowością gminy Włocławek.